# Jorge Orlando López
Jorge Orlando López Nieva (Tucumán, Argentina; 12 de mayo de 1957) es un exfutbolista argentino que se desempeñaba como centrocampista.

## Clubes
| Club                 | País      | Año         |
| -------------------- | --------- | ----------- |
| Argentinos Juniors   | Argentina | 1976 - 1978 |
| Burgos CF            | España    | 1978 - 1980 |
| Sevilla FC           | España    | 1980 - 1985 |
| Independiente        | Argentina | 1985 - 1986 |
| Atlético Concepción  | Argentina | 1986 - 1987 |
| Independiente        | Argentina | 1987 - 1988 |
| San Martín (Tucumán) | Argentina | 1988 - 1992 |
| Atlético Tucumán     | Argentina | 1993 - 1995 |